# Acrobata
O acrobata (nome científico: Acrobatornis fonsecai) é uma espécie de ave endêmica do Brasil, pertencente à família dos furnarídeos. A descrição da espécie, em 1996, foi uma surpresa. Fazia quase um século que um novo gênero de ave não era descrito pela ciência.
A espécie foi descoberta em plantações de cacau no Sul da Bahia, ao longo da BR 101 e possui plumagem cinza, coroa, asas e cauda negras.
Suas populações estão em declínio. Está ameaçada de extinção devido à destruição de habitat, especialmente as plantações remanescentes de cacau, em sua restrita área de distribuição entre os rios Jequitinhonha e Contas.